# 徐楠 (萬曆進士)
徐楠（1573年—？年），字柱明，號□愚，直隸大名府魏縣人，民籍。

## 生平
癸酉十一月二十九日生，行一，治《易經》，由廩生中式己酉鄉試二十八名舉人，年三十七歲中式萬曆三十八年（1610年）庚戌科會試二百三十四名，第三甲第二百三十八名進士。吏部觀政，四十年壬子丁內艱，四十三年乙卯授工部都水司主事，管六科廊，四十四年六月丁外艱，四十六年戊午復除兵部車駕司主事。官至吏部验封司郎中，天啓七年（1627年）三月因门户被削夺。

## 家族
曾祖徐鳳，壽官；祖徐平，庠生；父徐好諫（1535年-1616年），字直卿，號抒愚，肥鄉縣教諭；母郭氏。嚴侍下。兄樓；楊，弟㯽；桐；桂；杜；樻；櫿；梅。子徐炯然（生員）；徐煥然。孫徐墾、徐至。